# Варпаярви (озеро, бассейн Койтайоки)
Ва́рпая́рви (фин. Varpajärvi) — озеро на территории Поросозерского сельского поселения Суоярвского района Республики Карелия.

## Общие сведения
Площадь озера — 1 км², площадь бассейна — 294 км². Располагается на высоте 156,2 метров над уровнем моря.
Форма озера продолговатая, вытянутая с северо-запада на юго-восток. Берега большей частью заболоченные. С южной и юго-восточной стороны в озеро впадают три безымянных ручья, берущие начало из болот.
Через озеро протекает река без названия, текущая со стороны озёра Роуккенъярви и впадающая в реку Койтайоки. 
Населённые пункты близ озера отсутствуют. Ближайший — посёлок Поросозеро — расположен в 52 км к востоку от озера.
Код водного объекта в государственном водном реестре — 01050000111102000011448.
Название озера переводится с финского языка как «прут-озеро».